# Stoję na tobie Ziemio
Stoję na tobie Ziemio – album Hanny Banaszak. Płyta zawiera autorskie kompozycje Hanny Banaszak do wierszy i tekstów Wisławy Szymborskiej, Tadeusza Różewicza, Iosifa Brodsky’ego, Wojciecha Młynarskiego i Doroty Czupkiewicz .... Wydana nakładem wytwórni Agora Muzyka

## Lista utworów
| 1.  | „Nienawiść” / wiersz - Wisława Szymborska / muzyka - Hanna Banaszak                          | 3:37  |
|     |                                                                                              |       |
| 2.  | „Los” / muzyka - Hanna Banaszak                                                              | 5:34  |
|     |                                                                                              |       |
| 3.  | „Pierwsza fotografia...” / wiersz - Wisława Szymborska / muzyka - Hanna Banaszak             | 4:10  |
|     |                                                                                              |       |
| 4.  | „Zło” / tekst - Witold Gombrowicz                                                            | 0:15  |
|     |                                                                                              |       |
| 5.  | „W środku Europy” / muzyka - Hanna Banaszak                                                  | 5:05  |
|     |                                                                                              |       |
| 6.  | „Słowa” / wiersz - Tadeusz Różewicz / muzyka - Hanna Banaszak                                | 6:08  |
|     |                                                                                              |       |
| 7.  | „Ludzie giną” / wiersz - Iosif Brodski (tłum. Stanisław Barańczak) / muzyka - Hanna Banaszak | 5:09  |
|     |                                                                                              |       |
| 8.  | „Co czujesz” / tekst - Hanna Banaszak wraz z cyt. Matki Teresy z Kalkuty                     | 0:43  |
|     |                                                                                              |       |
| 9.  | „Stoję na tobie Ziemio” / wiersz - Wojciech Młynarski / muzyka - Hanna Banaszak              | 4:37  |
|     |                                                                                              |       |
| 10. | „Oni, nie ty” / wiersz - Dorota Czupkiewicz / muzyka - Hanna Banaszak                        | 3:35  |
|     |                                                                                              |       |
| 11. | „Ktokolwiek wie...” / wiersz - Wisława Szymborska                                            | 0:35  |
|     |                                                                                              |       |
| 12. | „Plast Scriptum” / tekst - Hanna Banaszak / muzyka - Hanna Banaszak                          | 3:47  |
|     |                                                                                              |       |
|     |                                                                                              | 43:15 |
|     |                                                                                              |       |

## Gościnnie zaproszeni muzycy
Katarzyna Klebba (violin, tracks: 2, 3, 12)

Piotr Kłużny (piano, tracks: 1, 10)

Jacek Szwaj (piano, tracks: 7)

Andrzej Mazurek (percussion, tracks: 2, 6, 7, 9, 10)

Krzysztof Przybyłowicz (drums, tracks: 10)

Jakub Kurek (trumpet, tracks: 5)

Leszek Ranz (bass, tracks: 1, 7, 9)

Patrycjusz Gruszecki (trumpet, tracks: 2, 3, 7)

Sound Designer – Przemysław Ślużyński